# Nestorianesimo
Il nestorianesimo è la dottrina cristologica attribuita al vescovo di Costantinopoli Nestorio (381-451) e alla Chiesa cristiana afferente alla sua figura religiosa, la Chiesa d'Oriente.

## Descrizione

Nella dottrina nestoriana la natura umana e la natura divina di Cristo sono separate, l'uomo Gesù è abitato da Dio.

La dottrina prende nome da Nestorio, patriarca di Costantinopoli (ca. 381-451), e può essere definita come una forma di "diofisismo (o difisismo) estremo". Il nestorianesimo, infatti, "afferma la totale separazione delle due nature del Cristo, quella divina e quella umana", negandone l'unione ipostatica. Afferma pure che Maria ha generato l'uomo Gesù, e non Dio, per cui rifiuta a Maria il titolo di «Madre di Dio» (Theotókos), riconoscendola solo come "Madre di Cristo" (Christotókos), e afferma che colui che nacque da Maria era solo un uomo in cui Dio poi discese come discese nei profeti. Riconosce la presenza in Cristo, piuttosto che di due nature, di due persone (Dio e uomo), unite dal punto di vista "morale" più che sostanziale. L'umanità, il corpo di Gesù sarebbe stata una sorta di "tempio dello Spirito", in cui era accolta la divinità. Contro tale eresia si pronunciarono Giovanni Cassiano col De Incarnatione Domini contra Nestorium (429-430) e san Cirillo di Alessandria coll'Adversus Nestorii blasphemias (430).
L'imperatore Teodosio II, nella veste di custode dell'ortodossia, convocò il concilio di Efeso del 431, che convocò la nuova dottrina e insegnò come dogma della Chiesa l'applicazione a Maria della descrizione Theotókos. I risultati del concilio furono perciò rigettati da quei cristiani che poi venivano chiamati nestoriani e in particolare da quelli che vivevano nell'Impero persiano ad est dell'Impero romano, la Chiesa d'Oriente.
Che la Chiesa d'Oriente, che rigettò il concilio di Efeso, abbia veramente negato l'insegnamento dogmatico conciliare è discutibile. Nel 1994, il patriarca della Chiesa assira d'Oriente, la principale comunità cristiana che, senza entrare in comunione con la Chiesa di Roma, dichiara di professare la stessa dottrina della Chiesa persiana di allora, ha firmato una dichiarazione congiunta con il Papa di Roma nella quale si afferma: "Cristo non è un "uomo ordinario" che Dio avrebbe adottato per dimorare in lui e per ispirarlo come nei giusti e nei profeti. [...] L'umanità che la beata Vergine Maria ha dato alla luce è, da sempre, quella dello stesso Figlio di Dio. Per questo motivo la Chiesa assira d'Oriente prega la Vergine Maria quale 'Madre di Cristo nostro Dio e Salvatore'. Alla luce di questa stessa fede, la tradizione cattolica prega alla Vergine Maria come 'Madre di Dio' e anche come 'Madre di Cristo'. Ciascuno di noi due riconosce la legittimità e la correttezza di queste espressioni dell'identica fede e rispettiamo la preferenza di ognuna delle due chiese nella rispettiva vita liturgica e nella pietà".
La teologia antitetica al nestorianesimo è il monofisismo: la dottrina che in Cristo non ci sono due nature, l'una umana, l'altra divina, ma una sola natura. Il concilio di Calcedonia (451) condannò tale dottrina.

## Diffusione

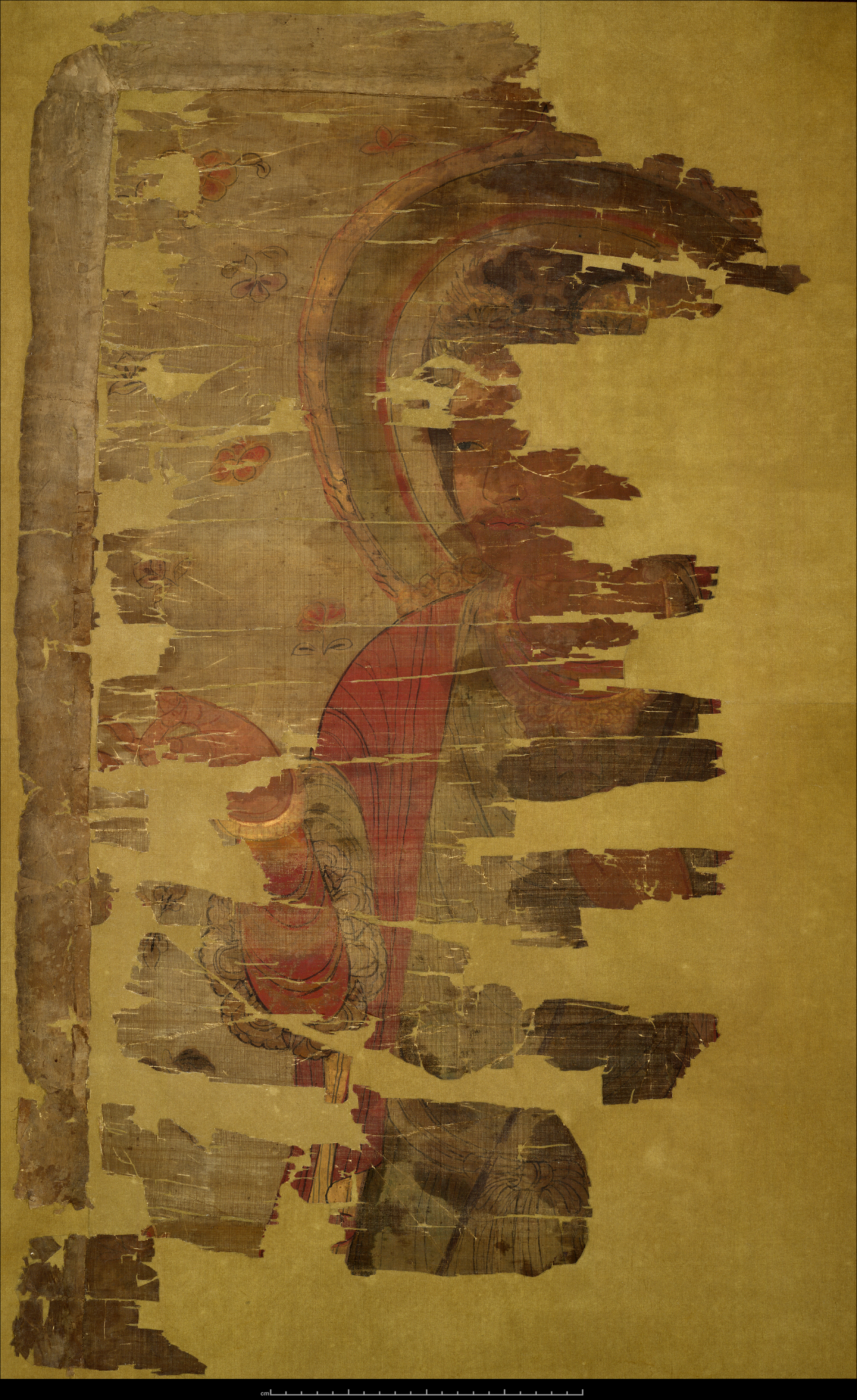
Gesù Cristo secondo la visione nestoriana, pittura su seta scoperta nelle grotte di Mokao, dinastia T'ang.

La cosiddetta Chiesa nestoriana ebbe una grandissima diffusione in Asia, grazie anche alla protezione, in funzione anti-bizantina, dell'Impero persiano. Convertì al cristianesimo in gran numero i discendenti degli antichi popoli mesopotamici e si diffuse fino in India e Cina.
Oggi, eccetto che nella regione di origine della Chiesa d'Oriente e un poco in India, sopravvivono i nestoriani in comunità molto ridotte. In Cina il nestorianesimo si è estinto verso la fine del XIV secolo in seguito alla proibizione del cristianesimo e, con esso, di tutte le religioni straniere sul territorio dell'impero.

## In Asia

### Persia
In Persia il cristianesimo si diffuse sin dai primi secoli dopo la morte di Gesù Cristo. Però la comunità cristiana fu a lungo perseguitata, accusata di sudditanza verso l'Impero romano, dalla maggioranza degli abitanti, seguaci dello zoroastrismo. Nel 424 la Chiesa persiana si dichiarò indipendente dalla Chiesa di Bisanzio e da tutte le altre Chiese. Seguendo lo scisma dei nestoriani, la Chiesa di Persia si allineò progressivamente su posizioni nestoriane.
Già nel 431, dopo la frattura fra i nestoriani e il concilio di Efeso, la Chiesa nestoriana con sede a Seleucia-Ctesifonte, capitale del Impero sasanide, si era isolata dal resto della cristianità. Bar Soma fu il più grande diffusore del nestorianesimo in Mesopotamia e Persia.
La Chiesa d'Oriente adottò come ufficiale la dottrina di Teodoro di Mopsuestia, maestro di Nestorio, nel sinodo tenuto a Seleucia nel 486. Secondo tale visione, nell'unica parsopa (persona) di Cristo sono unite le due qnome (essenze individuali) di Gesù, formula che espone Teodoro all'accusa forse ingiustificata di "dividere Cristo in due".
Nel 489 Bar Soma fece aprire una scuola di teologia nella sua città, Nisibi (Alta Mesopotamia), accogliendo gli insegnanti espulsi dall'arcivescovo Ciro dopo la chiusura della scuola teologica di Edessa, ordinata dall'imperatore bizantino Zenone per i suoi insegnamenti nestoriani. Babai, patriarca persiano della Chiesa nestoriana (497-502), rafforzò la fede della comunità in Teodoro, consolidando la religione nestoriana. Nel 498 il patriarca di Seleucia divenne il patriarca nestoriano di Persia, Siria, Cina e India e i cristiani non nestoriani furono espulsi dal territorio. Missionari persiani portarono il nestorianesimo anche in Mongolia e in Turkestan.
Oltre a convertire molti zoroastriani in Persia, furono portati alla fede cristiana dai nestoriani gli Unni bianchi nel VI secolo, i Keraiti (tribù uiguro-mongola dell'Asia centrale) e gli Onguti (Öngüt, popolazione turco-tartara) nell'XI secolo. La massima diffusione in Cina del nestorianesimo si ebbe con la consacrazione di un vescovo a Pechino. Tale intensa attività missionaria è all'origine del mito medievale di «prete Gianni». Nel corso del XIII secolo, furono eletti diversi patriarchi di stirpe tartara, che spesso cercarono di svolgere un ruolo di mediatori e tessitori di alleanze tra i regni crociati di Terra santa e i gran khan mongoli.
Due eventi storici segnarono il declino del nestorianesimo in Asia: l'espansione dell'Islam con la conversione della Persia e l'invasione di Tamerlano del 1380. Fin quando in Persia dominarono gli arabi Omayyadi, i nestoriani poterono continuare a crescere; ma, sotto la dinastia abbaside, la situazione peggiorò decisamente.
La Chiesa nestoriana di Cipro, nel 1445, si riconciliò con la Chiesa cattolica.
La Chiesa nestoriana di Socotra (isola a sud dello Yemen) si è estinta nel XVII secolo. 
Le superstiti comunità nestoriane dell'ex-URSS, fino agli anni '90 del XX secolo non avevano rapporti ufficiali con le gerarchie del Medio Oriente.

### Assiro-Caldei

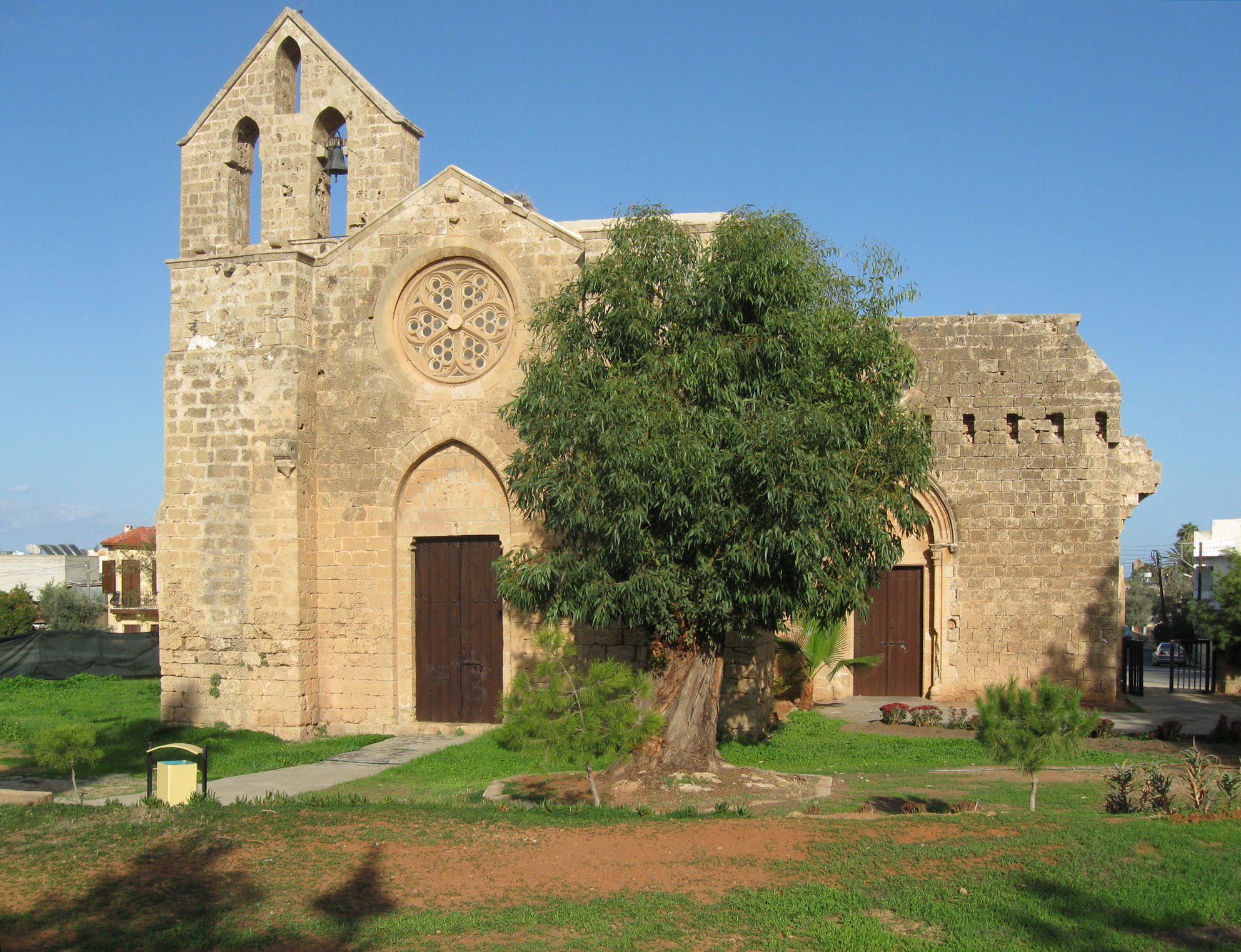
Chiesa nestoriana a Famagosta, Cipro. XIV secolo

I cristiani Assiro-Caldei, la cui identità religiosa venne riconosciuta nel trattato di Sèvres, sono eredi dei nestoriani che, in seguito all'invasione dei mongoli di Tamerlano del 1380, trovarono rifugio sui monti del Kurdistan. Nel XVI secolo ci fu un tentativo di conciliazione con la Chiesa cattolica, e il metropolita Abdisho IV fu invitato ad assistere al concilio di Trento. Una parte dei fedeli, in effetti, si riunì con la Chiesa cattolica nel 1552. Questa integrazione, però, portò nel 1662 a una scissione, guidata dal patriarca riconosciuto da Roma Shimun XIII Denha, che sostenne il ritorno al nestorianesimo e l'allontanamento da Roma. Nel 1681 fu accettato come patriarca dei cattolici siro-orientali il vescovo Yosep I, a capo di quelli che non accettarono la decisione di Shimun XIII Denha. Nel 1771 la linea patriarcale che nel 1552 rigettò la conciliazione con Roma sottoscrisse una professione di fede cattolica e il rappresentante cattolico di tale linea, Yukhannan VIII Hormizd, ottenne nel 1830 il riconoscimento di Roma come patriarca di tutti i cattolici siro-orientali. Oggi i cristiani eredi della Chiesa di Persia costituiscono la Chiesa cattolica caldea, la Chiesa assira d'Oriente e l'Antica Chiesa d'Oriente.
Il termine "Caldei" è ora usato per indicare i cristiani che si sono convertiti dal nestorianesimo per tornare in comunione con la Chiesa di Roma, riuniti sotto il nome di Chiesa cattolica caldea. Allo scopo di riparare all'anti-marianesimo dei loro avi, i Caldei si fanno notare per la loro pietà mariana. Molte delle loro chiese sono dedicate alla Vergine Maria, sotto il titolo, raro in Occidente, di "Nostra Signora della buona morte".
In una lettera scritta nel dicembre del 1616 da Baghdad, l'italiano Pietro Della Valle descriveva la famiglia della donna (di lingua aramaica) che aveva preso in sposa: «Quanto al rito della religione, suo padre, fra i Siriani [...], è di coloro che, per avere i loro antichi seguitato già le follie di Nestorio, infin'ora si chiamano Nestorini: ma oggidì questo nome è fatto in un certo modo piuttosto di popolo che di setta; dimenticata quasi, con la lunghezza del tempo, l'origine di quello, e degli errori; e restatane la notizia in pochi (e piuttosto in qualche ecclesiastico che ne' secolari), poco di queste cose curiosi: onde è che il maggior errore che fra i più di loro si trovi, sia forse l'ignoranza».
Agli Assiri, in massima parte concentrati nelle zone di Hakkarì e Mosul, a partire dal 1861 l'Impero ottomano riconobbe lo status di etnia semi-autonoma ("millet"). Il catholicos ("primate") ne era anche il capo temporale, ed erano organizzati in forma di strutture tribali (di ciò conservano alcuni aspetti ancora oggi).
Nel corso della prima guerra mondiale, gli Assiri proclamarono l'indipendenza dalla Turchia. Ciò fu preso a pretesto dal gruppo che prese il potere, denominato «Giovani Turchi», per mettere in atto il genocidio assiro negli anni 1915-16.
Nel XX secolo assiri e caldei hanno patito numerose persecuzioni e stragi compiute da iracheni, turchi e curdi, e ciò ha fortemente colpito queste chiese, anche perché molti fedeli, per sopravvivere, nel corso degli anni trenta e quaranta sono emigrati verso il nord-est della Siria, verso l'India, gli Stati Uniti e il Canada. Lo stesso Catholicos fu espulso nel 1933 e si rifugiò in Cipro, da dove si è trasferito nel 1940 negli Stati Uniti. I membri della Chiesa assira d'Oriente sono oggi circa 400.000, mentre i fedeli della Antica Chiesa d'Oriente, risultato di una scissione avvenuta nel 1968, sono stimati in forse 100.000.
Attualmente (2017) i cristiani caldei sono circa 628.000. Dopo la guerra del Golfo, specie dopo l'occupazione americana del 2003, tali flussi migratori sono ripresi. Il patriarca è, dal 2013, Sua Beatitudine Louis Raphaël I, che ha la propria sede presso Baghdad.
Assiri, caldei e tutte le Chiese di origine siriaca usano come lingua liturgica il siriaco, che viene scritta nella variante nestoriana dell'alfabeto siriaco.

## In letteratura
Resoconti di viaggi
- Marco Polo, nel suo viaggio in oriente nel Duecento, trovò alcune comunità nestoriane in Cina, residui della straordinaria diffusione della chiesa nestoriana in Oriente nel IV e V secolo.[17]
- Guglielmo di Rubruck, nel suo Viaggio in Mongolia, racconta di aver incontrato comunità e sacerdoti nestoriani. Alcuni dei quali dicono di riconoscere il papa come capo della Chiesa e di essere disposti a ricevere un patriarca da lui, dato che le linee di comunicazione erano state riaperte.
- Il romano Pietro Della Valle, quando nel 1616 si trovava nella città di Baghdad, sposa Sitti Maani, donna di fede cristiana nestoriana nata nella città di Mardin.[12]

Romanzi
- James Hilton, nel suo romanzo Orizzonte perduto, ci parla della mitica città di Shangri-La. In tale luogo favoloso, la religione praticata è il nestorianesimo.
- Nel romanzo Baudolino, di Umberto Eco, si narra di un fantastico mondo a oriente ove la religione praticata è quella nestoriana.

## Arte
Dopo il concilio di Efeso la maniera bizantina molto spesso mette in luce un rifiuto artistico del nestorianesimo rappresentando il viso del Bambino Gesù non come quello di un bambino, ma come quello di un adolescente, ciò per sottolineare che Gesù nasce già con tutte le caratteristiche che lo connotano. Esemplare, riguardo a questa osservazione, la Madonna in Trono con Bambino del XIII secolo conservata alla National Gallery of Art.